# 仲村計
仲村 計（なかむら けい、1951年3月26日 - 2005年12月13日）は、日本の漫画家。神奈川県横浜市出身。1973年、『しらかば＝ベリョースカ』（月刊ファニー1973年5月号）でデビュー。

## 単行本リスト
- 涙壺（集英社、セブンティーンコミックス、1977年）
- 美福門院（世界文化社、ロマンコミックス、1985年）
- 飛天霊異譚　全2巻（徳間書店、アニメージュコミックス、1986,89年）
- ことのは伝説（原作：飯田真夜）（秋田書店、プリンセスコミックス、1992年）
- 転輪聖王（主婦と生活社、ミッシィコミックス、1995年）